# Чин Юнсон
Чин Юнсон (кор. 진윤성; род. 11 октября 1995 года) — южнокорейский тяжелоатлет, призёр чемпионатов мира 2019 и 2021 годов, призёр чемпионата Азии 2016 года.

## Карьера
На чемпионате Азии 2016 года в Ташкенте он завоевал бронзовую медаль в категории до 94 кг с результатом 368 кг.
На чемпионате мира 2017 года в Анахайме он выступал в категории до 105 кг. Занял итоговое 9-е место с общим весом на штанге 387 кг.
На предолимпийском чемпионате мира 2019 года, который проходил в Таиланде, южнокорейский спортсмен завоевал серебряную медаль в весовой категории до 102 кг. Общий вес на штанге 397 кг. В упражнении рывок он стал первым (181 кг), в толкании стал четвёртым (216 кг).